# Nick Braun
Nick Braun (* 26. Juli 2000 in Aachen, Deutschland) ist ein belgisch-deutscher Handballspieler, der dem Kader der belgischen Nationalmannschaft angehört.

## Karriere

### Im Verein
Braun übte in seiner Kindheit die Sportarten Fußball, Kickboxen, Leichtathletik und Tischtennis aus. Im Alter von elf Jahren begann er das Handballspielen beim belgischen Verein HC Eynatten. Im Jugendbereich wurde der damals im Rückraum agierende Spieler in der Altersklasse U12, U14 und U16 belgischer Meister. Im Jahr 2016 wechselte Braun in die Jugendabteilung des deutschen Vereins TSV Bayer Dormagen, bei dem er aufgrund seiner Größe von seinen damaligen Jugendtrainer David Röhrig zum Außenspieler umgeschult wurde.
Braun bestritt in der Saison 2018/19 seine ersten Zweitligaeinsätze für die Herrenmannschaft des TSV Bayer Dormagen. In zwei Spielzeiten erzielte er 13 Treffer in 36 Zweitligaeinsätzen. Im Sommer 2020 schloss er sich dem Drittligisten HSG Krefeld an. Nach der Saison 2022/23 verließ er die HSG Krefeld und schloss sich dem französischen Zweitligisten Nancy Handball an. Im Sommer 2024 wechselte er zum niederländischen Verein Limburg Lions. Zur Saison 2025/26 kehrte Braun zur HSG Krefeld zurück.

### In Auswahlmannschaften
Braun spielte in seiner Jugend, als er nur die deutsche Staatsbürgerschaft besaß, für die Mittelrheinauswahl. Nach der Teilnahme an der DHB-Sichtung entschloss er sich zusätzlich die belgische Staatsbürgerschaft anzunehmen. Daraufhin lief er für die belgische U-18-Auswahl auf. Am 15. Januar 2020 gab Braun sein Länderspieldebüt für die belgische A-Nationalmannschaft gegen Zypern. Er gehört dem belgischen Aufgebot für die Weltmeisterschaft 2023 an. Bislang bestritt Braun 15 Länderspiele für Belgien, in denen er 30 Treffer erzielte.